# 登里伊罗蜜施
登里伊罗蜜施（?—?），突骑施黑姓可汗。
天宝十二载（753年）九月初六，唐玄宗册封他为突骑施可汗，停止十姓可汗的称号。至德之后，突骑施衰落，黄、黑姓都立可汗互相攻击，中原也陷于安史之乱，没有能力再管理了。